# Mo'ne Davis
Pour les articles homonymes, voir Mone (homonymie).
Mo'ne Davis, née le 24 juin 2001 à Philadelphie, (Pennsylvanie, États-Unis), est une lanceuse de baseball des Petites ligues (Little League). Elle est, sur plus de 9 000 joueurs en 68 ans, la 18e fille à participer aux Séries mondiales des Petites ligues, et elle devient en 2014 à l'âge de 13 ans la première lanceuse à remporter une victoire et à réussir un blanchissage dans cette compétition. Elle est la première joueuse des Petites ligues à faire la une du magazine Sports Illustrated, un honneur qu'aucun joueur masculin n'a reçu. Elle est nommée athlète féminine de l'année 2014 par Associated Press.

## Séries mondiales 2014 des Petites ligues
Davis joue pour les Taney Dragons de Philadelphie, l'équipe de la Taney Youth Baseball Association qui, après avoir remporté un tournoi à 6 équipes, représente la région Mid-Atlantic aux Séries mondiales 2014 des Petites ligues. Dans le match de finale de la ronde de qualification Mid-Atlantic, le 10 août contre l'équipe du Delaware, Davis lance un match complet sans accorder de point, retirant 6 frappeurs adverses sur des prises.
Le 15 août 2014 au stade Howard J. Lamade de South Williamsport, en Pennsylvanie, Davis devient la première joueuse à réussir un blanchissage alors qu'elle lance le match complet dans la victoire de 4-0 de son équipe sur celle de Nashville. Elle réussit 8 retraits sur des prises aux dépens de l'équipe adverse, composée uniquement de joueurs masculins, et n'accorde que deux coups sûrs et aucun but-sur-balles. Elle est la 18e fille en 68 ans, et la 4e Américaine, à participer à cette compétition, et sa présence, avec celle d'Emma March de l'équipe du Canada, fait de ce tournoi le premier depuis sa création en 1947 à mettre en vedette deux filles.
Le 17 août 2014, elle ne lance pas lors du match que son équipe remporte 7-6 sur le club de Pearland, les représentants du Texas, mais joue aux postes de troisième but, d'arrêt-court et de premier but,. Elle est la 6e fille à réussir un coup sûr dans les Séries mondiales et récolte un point produit sur ce jeu.
Le 20 août, elle accorde 3 points sur six coups sûrs mais retire 6 adversaires sur des prises en 2 manches et un tiers lancées dans une défaite de 8-1 aux mains de l'équipe de Las Vegas. Le nombre de lancers effectué par les jeunes joueurs dans les Petites ligues déterminant le nombre de jours de repos qu'ils doivent prendre entre deux apparitions au monticule, elle est retirée du match après 55 tirs, la rendant éligible pour être lanceuse partante du match de championnat du 23 août suivant, mais l'équipe de Pennsylvanie ne s'y qualifie pas.

## Style
Les balles rapides de Mo'ne Davis ont été chronométrées à 113 km/h, alors que la moyenne pour les joueurs de son âge est autour des 97 km/h. Un de ses lancers, chronométré à 114 km/h durant le match du 15 août 2014, représente l'équivalent d'un tir à 150 km/h par un lanceur sur un terrain des Ligues majeures. Le secret de la force de ses lancers a été analysée et semble reposer sur l'usage efficace des éléments de la chaîne cinétique, sa motion lors du lancer et le moment où la balle quitte sa main droite ne variant jamais plus que de 3 degrés. Elle décrit son arsenal de lancers de la façon suivante : « Je lance ma balle courbe comme Clayton Kershaw et ma balle rapide comme Mo'ne Davis ». Elle défie Kershaw, considéré comme le meilleur lanceur des Ligues majeures, à un duel de lanceurs, que la vedette des Dodgers de Los Angeles accepte publiquement.

## Impact
Sa présence dans le tournoi a fait grimper les audiences à la télévision à des niveaux records,, et le match du 21 août entre son équipe et celle du Nevada a attiré au Howard J. Lamade Stadium une salle comble de 34 128 spectateurs, environ 10 000 personnes de plus que le match local de Ligue majeure des Phillies de Philadelphie la veille.
Ses succès dans le tournoi ont engendré un grand intérêt médiatique à son endroit. Elle a reçu des messages admiratifs de Michelle Obama, Mike Trout, Kevin Durant, Ellen DeGeneres, Magic Johnson, Andrew McCutchen, Russell Wilson, Larry Fitzgerald, Lil' Wayne, David Ortiz, David Price, Billie Jean King, Chelsea Clinton, Charlie Manuel et Marcus Stroman. Elle a aussi attiré l'attention de Mamie « Peanut » Johnson, ancienne lanceuse vedette des Clowns d'Indianapolis dans les années 1950 et l'une des quelques femmes à jouer avec les hommes dans les Negro Leagues.
Elle reçoit le prix Junior Phenom (« Phénomène junior ») des Harlem Globetrotters, distinction remise à des enfants qui agissent comme des modèles pour la communauté.
Sa popularité soudaine a aussi engendré certaines critiques, incluant certaines formulées par le directeur général de Little League Baseball, quant à la marchandisation de produits dérivés, par exemple des objets autographiés par l'adolescente, et la contrefaçon de certains items. La chemise de l'uniforme porté par Davis lors de son blanchissage en 2014 fait partie de la collection du musée du Temple de la renommée du baseball à Cooperstown.
Mo'ne Davis apparaît sur la liste, dressée par Time, des 25 adolescents les plus influents de 2014. Elle est nommée athlète féminine de l'année 2014 par Associated Press.
Davis effectue le lancer protocolaire du 4e match de la Série mondiale 2014 le 26 octobre à San Francisco. Durant cette Série mondiale est diffusée à la télévision une publicité de 60 secondes, réalisée par Spike Lee pour Chevrolet, dans laquelle elle est en vedette. Les scènes utilisées pour la publicité sont tirées d'un court-métrage documentaire de 16 minutes sur Mo'ne Davis, réalisé par Spike Lee et intitulé I Throw Like A Girl (en français : « Je lance comme une fille »),.
Davis est payée par Chevrolet pour apparaître dans la publicité, mais ceci ne compromet pas son futur comme joueuse amateure si elle devait pratiquer un sport, baseball ou autre, au niveau universitaire américain. La NCAA possède en effet des règles qui, en général, interdisent aux athlètes amateurs de recevoir de l'argent de commanditaires.

## Personnel
Même si elle est plus connue au baseball, Davis excelle également au basket-ball et ambitionne de jouer pour les Huskies de l'université du Connecticut, puis dans la WNBA. Elle pratique aussi le soccer.